# Reakcje w Rosji na katastrofę polskiego Tu-154 w Smoleńsku
Poniższy artykuł podsumowuje reakcje w Rosji na katastrofę polskiego Tu-154 w Smoleńsku. Reakcje w Polsce omówiono w artykule reakcje w Polsce na katastrofę polskiego Tu-154 w Smoleńsku, a w pozostałych państwach w artykule międzynarodowe reakcje na katastrofę polskiego Tu-154 w Smoleńsku.

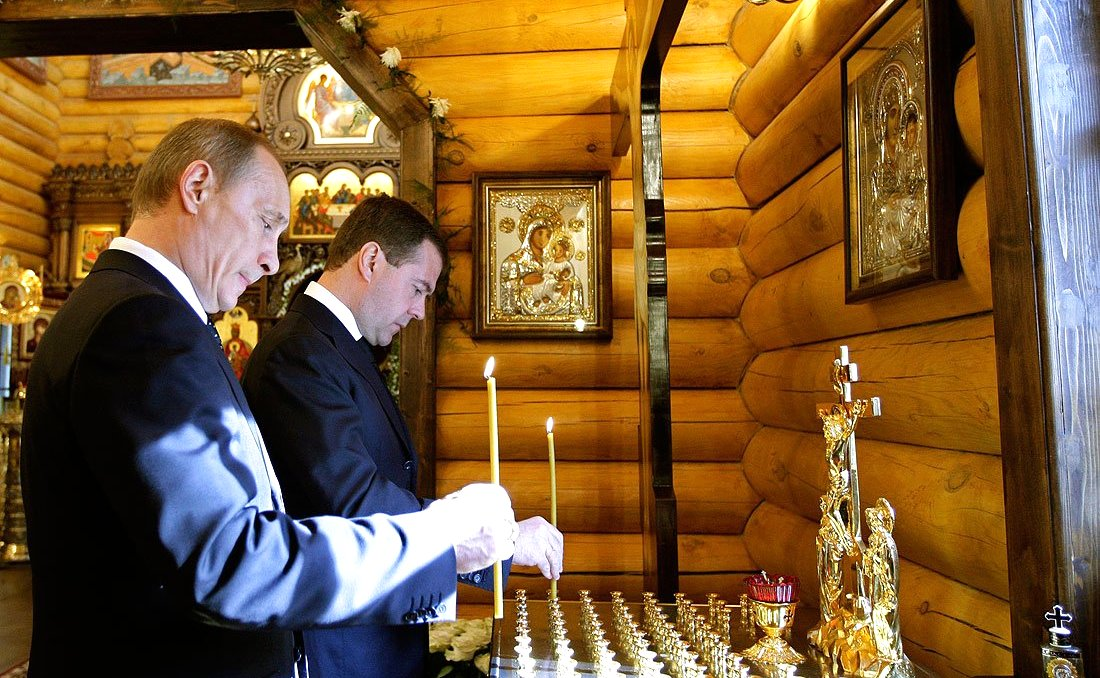
Dmitrij Miedwiediew i Władimir Putin zapalili wspólnie świece w kaplicy na terenie rezydencji prezydenta Rosji w Gorkach pod Moskwą (10 kwietnia 2010)

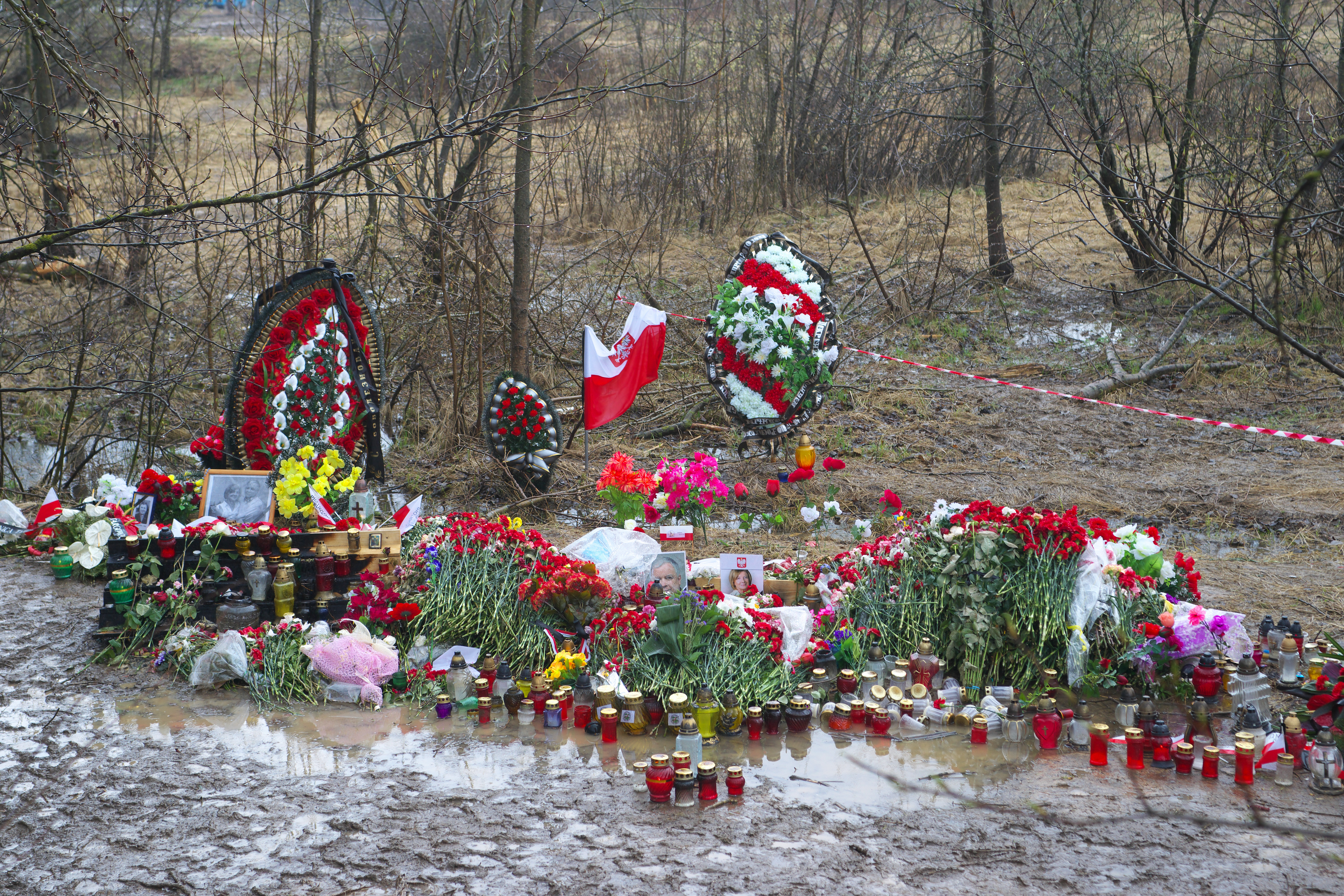
Improwizowane miejsce pamięci w pobliżu miejsca katastrofy samolotu z polskim prezydentem Lechem Kaczyńskim na pokładzie (21 kwietnia 2010)

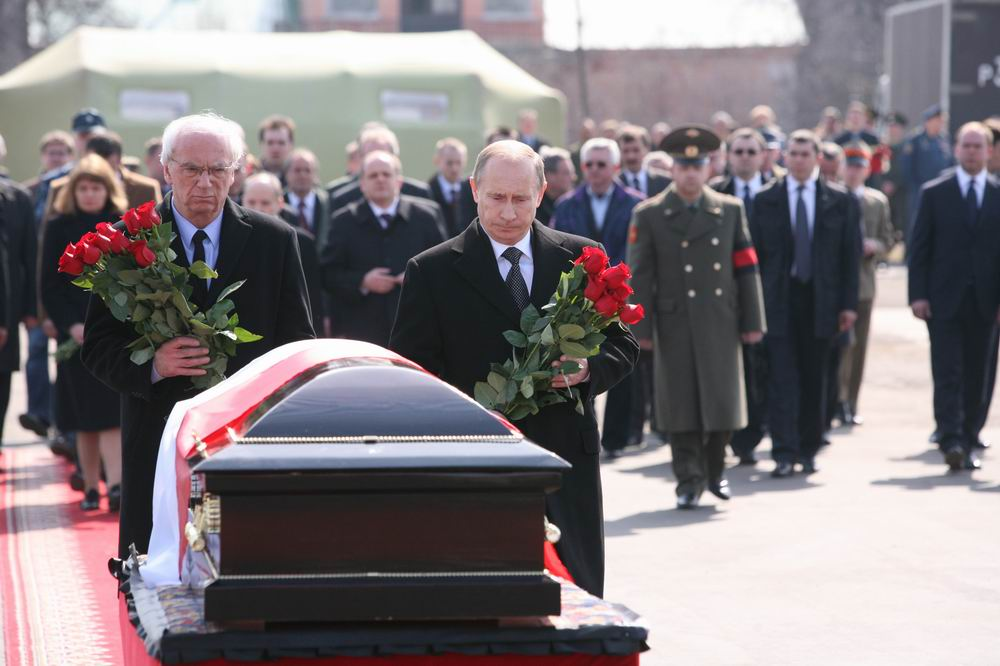
Pożegnanie trumny z ciałem prezydenta Lecha Kaczyńskiego na lotnisku wojskowym Smoleńsk-Siewiernyj (11 kwietnia 2010)

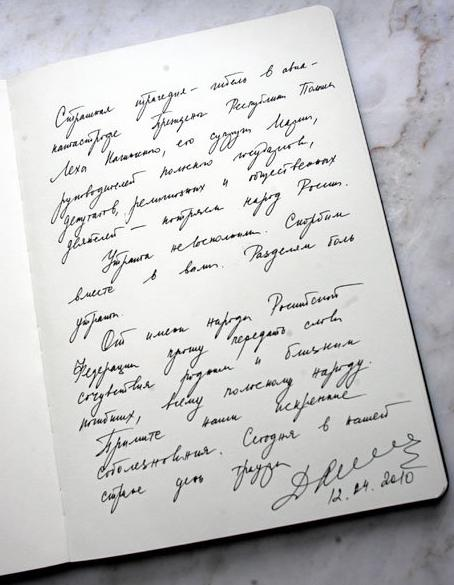
Wpis prezydenta Dmitrija Miedwiediewa do księgi kondolencyjnej w ambasadzie RP w Moskwie (12 kwietnia 2010)

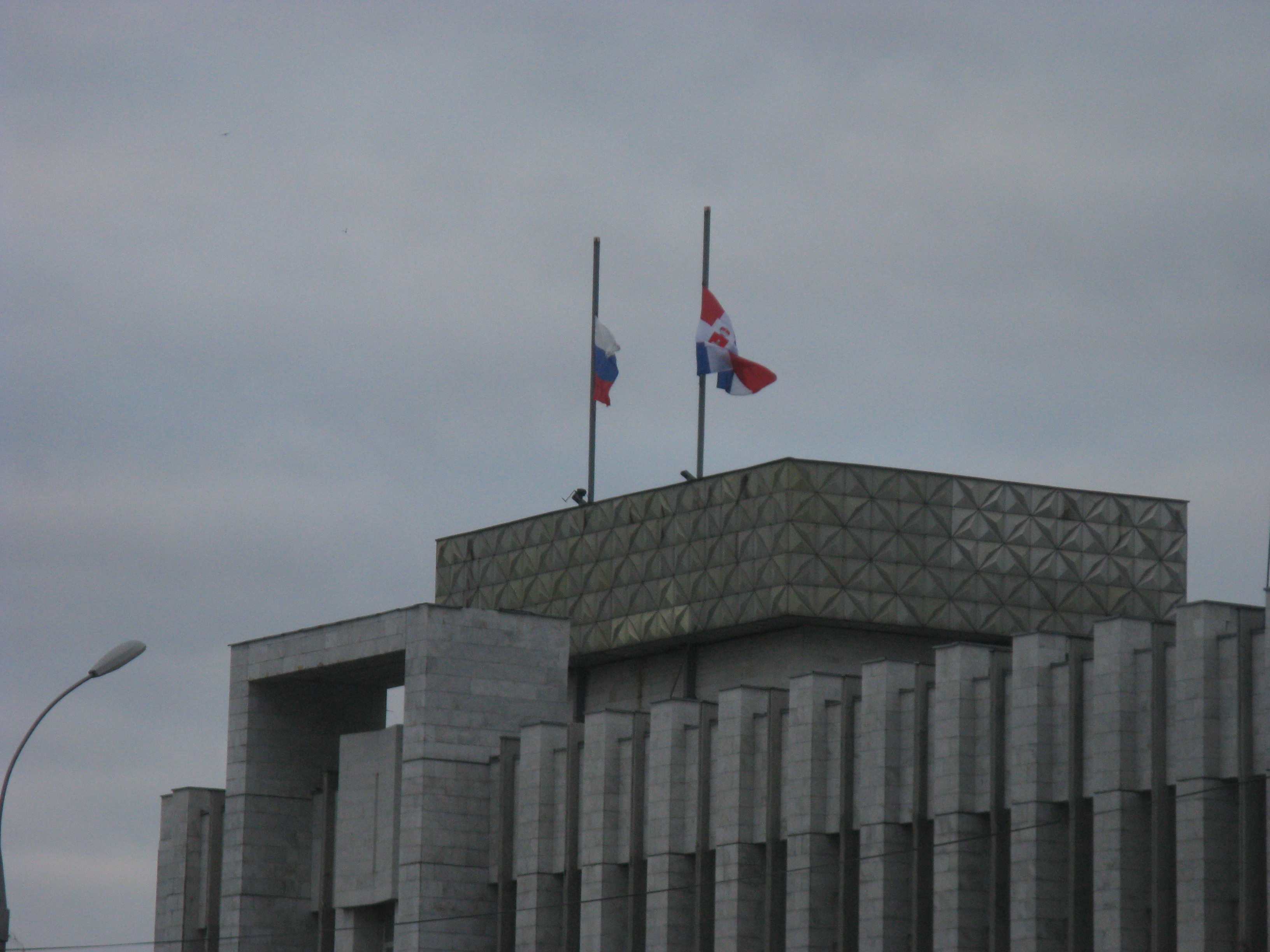
Dzień żałoby narodowej w Rosji – flagi na budynku administracji Kraju Permskiego opuszczone do połowy masztu (12 kwietnia 2010)

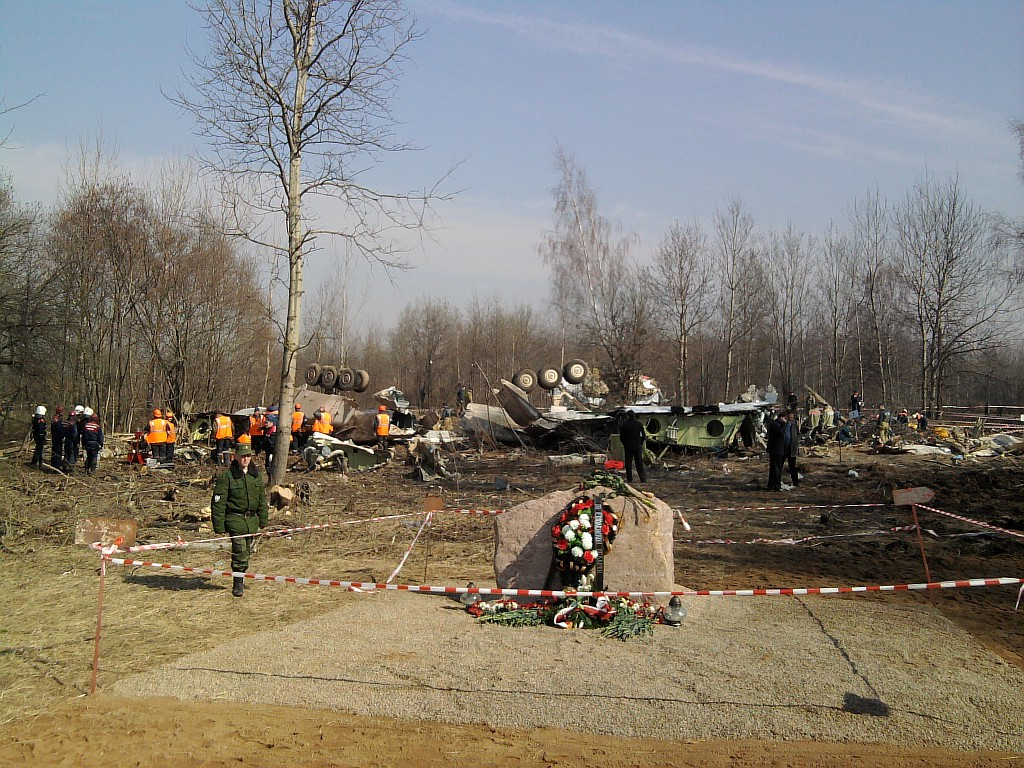
Kamień pamiątkowy ustawiony na miejscu katastrofy (kwiecień 2010)

## 10 kwietnia 2010
Tuż po katastrofie, przed przybyciem ekip ratowniczych, na miejscu zdarzenia nakręcono telefonem komórkowym amatorski film znany m.in. pod nazwą Samolot płonie; stał się on jednym z dowodów rzeczowych w śledztwie. O godz. 8.55 czasu polskiego (godz. 10.55 czasu moskiewskiego) na miejsce katastrofy przybyła jednostka straży pożarnej PCz-3, dyżurująca na lotnisku (pierwsza jednostka ratownicza, jaka dotarła na miejsce katastrofy). O godz. 8.58 czasu polskiego (godz. 10.58 czasu moskiewskiego) na miejsce katastrofy przybyła pierwsza brygada medycznego pogotowia ratunkowego. O godz. 9.40 czasu polskiego (godz. 11.40 czasu moskiewskiego) ekipy ratownicze ustaliły fakt braku żywych poszkodowanych i z miejsca katastrofy odjechało siedem brygad medycznego pogotowia ratunkowego.
O godz. 10.05 czasu polskiego (godz. 12.05 czasu moskiewskiego) na stronach internetowych prezydenta Rosji ukazał się komunikat o powołaniu przez Dmitrija Miedwiediewa specjalnej komisji rządowej do zbadania przyczyn katastrofy z premierem Władimirem Putinem na czele i o wysłaniu do Smoleńska przewodniczącego Komitetu Śledczego przy Prokuraturze Generalnej Federacji Rosyjskiej gen. Aleksandra Bastrykina, ministra transportu Igora Lewitina i ministra ds. sytuacji nadzwyczajnych gen. Siergieja Szojgu; w komunikacie tym poinformowano, że według rosyjskich organów porządku publicznego wszyscy pasażerowie samolotu zginęli.
O godz. 12.10 czasu polskiego (godz. 14.10 czasu moskiewskiego) na stronach internetowych prezydenta Rosji ukazał się komunikat o wysłaniu przez prezydenta Miedwiediewa depeszy do marszałka Sejmu RP Bronisława Komorowskiego; prezydent Miedwiediew złożył w niej kondolencje z powodu śmierci prezydenta RP Lecha Kaczyńskiego oraz pozostałych członków polskiej delegacji i napisał, że wydał rozporządzenie w sprawie przeprowadzenia gruntownego dochodzenia w sprawie katastrofy w ścisłej współpracy ze stroną polską.
O godz. 12.27 czasu polskiego (godz. 14.27 czasu moskiewskiego) na miejscu katastrofy wylądował śmigłowiec Mi-8 z rosyjskim ministrem ds. sytuacji nadzwyczajnych gen. Siergiejem Szojgu i ministrem spraw wewnętrznych Raszydem Nurgalijewem.
O godz. 12.50 czasu polskiego (godz. 14.50 czasu moskiewskiego) na stronach internetowych prezydenta Rosji ukazał się komunikat o odbyciu przez Dmitrija Miedwiediewa rozmowy telefonicznej z premierem Donaldem Tuskiem; prezydent Miedwiediew złożył mu kondolencje z powodu śmierci Lecha Kaczyńskiego i pozostałych członków polskiej delegacji oraz poinformował o podjętych i planowanych działaniach w celu zbadania przyczyn katastrofy.
O godz. 12.58 czasu polskiego (godz. 14.58 czasu moskiewskiego) na miejscu katastrofy wylądował śmigłowiec Mi-8 z rosyjskim ministrem transportu Igorem Lewitinem.
O godz. 14.00 czasu polskiego (godz. 16.00 czasu moskiewskiego) na stronach internetowych prezydenta Rosji ukazał się komunikat o odbyciu przez Dmitrija Miedwiediewa rozmowy telefonicznej z Bronisławem Komorowskim, który zaczął tymczasowo wykonywać obowiązki Prezydenta RP (procedury objęcia tej funkcji przez Bronisława Komorowskiego zostały uruchomione po telefonie Dmitrija Miedwiediewa do Donalda Tuska); prezydent Miedwiediew poinformował o krokach mających na celu wyjaśnienie przyczyn katastrofy i zaznaczył, że rosyjska Prokuratura Generalna i Komitet Śledczy przy Prokuraturze Generalnej otrzymały polecenie ścisłej współpracy z organami polskimi.
O godz. 14.50 czasu polskiego (godz. 16.50 czasu moskiewskiego) na stronach internetowych prezydenta Rosji ukazał się komunikat o roboczym spotkaniu prezydenta Miedwiediewa z premierem Putinem. Prezydent Miedwiediew i premier Putin odbyli rozmowę telefoniczną z premierem Donaldem Tuskiem; premier Putin poinformował premiera Tuska, że udaje się na miejsce katastrofy, a prezydent Miedwiediew zapewnił, że śledztwo w sprawie przyczyn katastrofy w Smoleńsku będzie prowadzone wspólnie przez prokuratorów polskich i rosyjskich.
O godz. 15.40 czasu polskiego (godz. 17.40 czasu moskiewskiego) na stronach internetowych prezydenta Rosji ukazał się filmowy zapis orędzia prezydenta Miedwiediewa do narodu polskiego wraz z tłumaczeniem na język polski; rosyjski prezydent poinformował, że 12 kwietnia w Rosji będzie ogłoszona żałoba narodowa, i złożył obietnicę, że okoliczności katastrofy zostaną jak najdokładniej zbadane w ścisłej współpracy ze stroną polską; stwierdził, że organy ścigania otrzymały ode niego wyczerpujące instrukcje. W następnym dniu komentatorzy zwracali uwagę, że ogłoszenie żałoby narodowej przez Rosję było gestem szczególnym, gdyż nigdy wcześniej władze rosyjskie nie ogłaszały żałoby narodowej po śmierci obywateli innego państwa.
O godz. 15.48 czasu polskiego (godz. 17.48 czasu moskiewskiego) rosyjska agencja RIA-Nowosti podała, że na miejscu katastrofy odnaleziono ciało prezydenta RP Lecha Kaczyńskiego.
O godz. 16.11 czasu polskiego (godz. 18.11 czasu moskiewskiego) rosyjska agencja prasowa Interfax opublikowała wypowiedź pierwszego zastępcy szefa sztabu Sił Powietrznych Federacji Rosyjskiej, gen. Aleksandra Aloszyna; stwierdził on, że piloci polskiego samolotu Tu-154M nie wypełniali poleceń rosyjskich kontrolerów lotów (w późniejszym okresie nie znalazło to potwierdzenia w opublikowanych materiałach ze śledztwa).
O godz. 17.44 czasu polskiego (godz. 19.44 czasu moskiewskiego) rosyjska agencja prasowa RIA-Nowosti podała, że Prokurator Generalny Federacji Rosyjskiej Jurij Czajka przeprowadził rozmowę telefoniczną z polskim Prokuratorem Generalnym Andrzejem Seremetem; obaj prokuratorzy uzgodnili, że śledztwo w sprawie katastrofy będzie prowadzone „w ścisłej, konstruktywnej współpracy w oparciu o umowy międzynarodowe, w szczególności Europejską Konwencję o pomocy prawnej w sprawach karnych z 1959 roku i dwustronną umowę o pomocy prawnej z 1997 roku”; poinformowała o tym rzeczniczka rosyjskiej Prokuratury Generalnej Marina Gridniewa. Jurij Czajka poinformował Andrzeja Seremeta, że na miejscu katastrofy pracował zespół pięciu rosyjskich prokuratorów nadzorowany bezpośrednio przez dwóch zastępców Prokuratora Generalnego Federacji Rosyjskiej.
O godz. 17.49 czasu polskiego (godz. 19.49 czasu moskiewskiego) na stronach internetowych premiera Rosji ukazał się komunikat, że Władimir Putin podpisał rozporządzenie wyznaczające skład specjalnej komisji rządowej do spraw zbadania przyczyn katastrofy; jej wiceprzewodniczącymi zostali pierwszy wicepremier Siergiej Iwanow, minister ds. sytuacji nadzwyczajnych gen. Siergiej Szojgu i gen. lotn. Tatiana Anodina, a członkami – minister transportu Igor Lewitin, minister zdrowia Tatiana Golikowa, minister spraw zagranicznych Siergiej Ławrow, minister spraw wewnętrznych Raszyd Nurgalijew, pierwszy zastępca prokuratora generalnego Aleksandr Bastrykin, gubernator obwodu smoleńskiego Siergiej Antufjew, szef Federalnej Agencji Transportu Lotniczego (Rosawiacja) Aleksandr Nieradźko, szef Federalnej Służby Nadzoru Transportu (Rostransnadzor) Giennadij Kurzienkow, dyrektor Departamentu Przemysłu i Infrastruktury Rządu Federacji Rosyjskiej Maksim Sokołow, dowódca rosyjskich Sił Powietrznych gen. Aleksandr Zielin i prezes koncernu lotniczego Tupolew Aleksandr Bobryszew.
O godz. 18.23 czasu polskiego (godz. 20.23 czasu moskiewskiego) na lotnisku w Smoleńsku wylądował samolot z premierem Rosji Władimirem Putinem. Wraz z Władimirem Putinem do Smoleńska przybył pierwszy wicepremier Rosji Siergiej Iwanow; odbyło się robocze spotkanie sztabu operacyjnego działającego na miejscu katastrofy.
O godz. 21.35 czasu polskiego (godz. 23.35 czasu moskiewskiego) Władimir Putin i premier Polski Donald Tusk, który również przybył do Smoleńska, spotkali się ze sztabem działającym na miejscu katastrofy i złożyli kwiaty przy jednym z fragmentów kadłuba samolotu.
Władze rosyjskie zapewniły wizy bez opłat i zbędnego oczekiwania dla dziennikarzy i krewnych ofiar. Premier Władimir Putin wraz z prezydentem Dmitrim Miedwiediewem modlili się w cerkwi i stawiali świece w intencji tych, którzy zginęli w katastrofie; wygłosili orędzia w związku z katastrofą. Wyrazy współczucia wyrazili również prawosławny biskup smoleński i wiaziemski Teofilakt (Kurjanow) oraz patriarcha Moskwy i całej Rusi Cyryl. Kondolencje polskim biskupom przekazał z tej okazji o. ihumen Filip (Riabych) z Wydziału Kontaktów Zewnętrznych Patriarchatu Moskiewskiego.
W Smoleńsku flagi opuszczono do połowy, przepasano je czarnymi wstążkami. Hotele, w których zarezerwowano miejsca dla obywateli Polski, udekorowane były polskimi flagami, także przepasanymi żałobnymi wstęgami. W kościołach miasta odbywały się nabożeństwa ku pamięci ofiar katastrofy. Ziemia obok miejsca wypadku pokryła się kwiatami i zniczami – na miejsce wypadku przychodziły setki ludzi, by oddać hołd pamięci ofiar. Wielu mieszkańców Smoleńska odebrało katastrofę polskiego samolotu jak swoją osobistą tragedię.
Katolicy i prawosławni Moskwy modlili się za ofiary katastrofy. Mieszkańcy miasta tłumnie, całymi rodzinami składali kwiaty przy murze otaczającym polską ambasadę. Aby ułatwić dostęp do muru osobom pragnącym w ten sposób wyrazić swój żal i okazać solidarność z narodem polskim, w pobliżu ambasady władze miasta wprowadziły zakaz zatrzymywania się samochodów. Flagi zostały opuszczone do połowy masztów. Podobne demonstracje solidarności z narodem polskim miały miejsce w innych miastach Rosji, m.in. w Petersburgu i Irkucku. Wielu Polaków, osób publicznych, otrzymało od zwykłych rosyjskich obywateli SMS-y, e-maile i telefony z wyrazami współczucia. Lokalne władze Moskwy i Smoleńska pokryły koszty pobytu rodzin ofiar przybyłych w celu identyfikacji.

## 11 kwietnia 2010
11 kwietnia 2010 roku rosyjska telewizja „Kanał 1” w wieczornym wydaniu magazynu informacyjnego „Wriemia” zaprezentowała materiał na temat mordu katyńskiego w 1940 roku, ilustrowany fragmentami filmu „Katyń” Andrzeja Wajdy i zawierający opinię premiera Władimira Putina, iż zbrodnia katyńska była zemstą Józefa Stalina za klęskę bolszewickiej Rosji w wojnie z Polską w 1920 roku. Po tym magazynie informacyjnym, zamiast programów rozrywkowych kanał wyświetlił film „Popiół i diament”. Tego samego dnia kanał telewizyjny „Rossija” wyemitował „Katyń” bezpośrednio po głównym wieczornym wydaniu magazynu informacyjnego „Wiesti”.

## 12 kwietnia 2010
W poniedziałek 12 kwietnia, w dniu żałoby narodowej w Rosji, prezydent Dmitrij Miedwiediew odwiedził ambasadę polską w Moskwie, gdzie powitał go ambasador RP Jerzy Bahr. Rosyjski prezydent złożył czerwone róże u specjalnie tam ustawionej fotografii prezydenta Lecha Kaczyńskiego i jego żony Marii. Złożył także wpis do księgi kondolencyjnej, w której napisał m.in.:

Straszna tragedia – śmierć w katastrofie samolotowej prezydenta Rzeczypospolitej Polskiej Lecha Kaczyńskiego, jego żony Marii, przywódców państwa polskiego, posłów, działaczy religijnych i społecznych – wstrząsnęła narodem Rosji.

Wychodząc z ambasady, Miedwiediew pokłonił się i powiedział: Moje wyrazy współczucia. W tej samej księdze kondolencyjnej wpisów dokonali także m.in. były prezydent ZSRR Michaił Gorbaczow, minister spraw zagranicznych Siergiej Ławrow, szef rosyjskiego Sztabu Generalnego gen. Nikołaj Makarow i dowódcy wszystkich rodzajów Sił Zbrojnych Federacji Rosyjskiej, a także – z upoważnienia zwierzchnika Rosyjskiej Cerkwi Prawosławnej Cyryla – ihumen Filip (Riabych), wiceszef Departamentu Stosunków Zewnętrznych Patriarchatu Moskiewskiego.

## 13 kwietnia 2010
Premier Władimir Putin scedował kierownictwo badaniami technicznymi i koordynację współpracy organizacji rosyjskich i zagranicznych na gen. lotn. Tatianę Anodinę, przewodniczącą Międzypaństwowego Komitetu Lotniczego (ros.) Межгосударственный авиационный комитет (MAK), organu wykonawczego Wspólnoty Niepodległych Państw badającego katastrofy lotnicze, i wiceprzewodniczącą specjalnej rosyjskiej komisji rządowej; zarządzenie Władimira Putina określiło, że badanie katastrofy powinno być prowadzone zgodnie z Załącznikiem 13 do Konwencji chicagowskiej z 1944 roku o lotnictwie cywilnym. Decyzja premiera Putina została zaaprobowana przez rząd Rzeczypospolitej Polskiej. Tego samego dnia Rozporządzeniem Przewodniczącej MAK Nr 8-498/r. z 13 kwietnia 2010 roku, w porozumieniu z Ministerstwem Obrony Narodowej Rzeczypospolitej Polskiej, utworzono Komisję Techniczną do zbadania przyczyn katastrofy, której przewodniczącym został Aleksiej N. Morozow, zastępca przewodniczącego MAK, a wiceprzewodniczącym W.W. Soroczenko, zastępca Szefa Służby Bezpieczeństwa Lotów Lotnictwa Sił Zbrojnych Federacji Rosyjskiej. Członkami Komisji Technicznej zostali: A.W. Aleksiejew, zastępca głównego inżyniera OAO „Awiakor – Zakład Lotniczy”; R.T. Jesajan, zastępca Dyrektora Generalnego – kierownik Centrum Badań Lotniczych Państwowego Instytutu Naukowo-Badawczego Lotnictwa Cywilnego; N.M. Kożewnikowa, konsultant Komisji Badania Zdarzeń Lotniczych MAK; M.S. Kulikow, starszy instruktor Zarządzania Ruchem Lotniczym Instytutu Aeronawigacji; W.G. Niekrasow, zastępca Przewodniczącego Komisji do spraw certyfikacji lotnisk i wyposażenia MAK; A.W. Rołdugin, zastępca przewodniczącego Komisji do spraw Naukowo-technicznego zabezpieczenia badań zdarzeń lotniczych MAK; A.A. Tałałakin, zastępca głównego konstruktora OAO „Tupolew”.

## 14 kwietnia 2010
14 kwietnia 2010 roku rosyjscy parlamentarzyści uczcili pamięć ofiar sobotniej katastrofy. Posiedzenia Dumy Państwowej i Rady Federacji, izby wyższej parlamentu, rozpoczęły się minutą ciszy. Wiceprzewodniczący Dumy, Władimir Żyrinowski, w czasie posiedzenia w dniu 14 kwietnia obarczył Rosję winą za katastrofę, oświadczając: To my ponosimy odpowiedzialność, jeśli pozwalamy lądować we mgle obcemu samolotowi z polityczną elitą całego kraju i domagał się zdymisjonowania tych, którzy w wypadku katastrofy pod Smoleńskiem wykazali niedbalstwo.

## 16 kwietnia 2010
16 kwietnia 2010 roku rosyjska agencja RIA-Nowosti zainicjowała akcję zbierania listów z kondolencjami dla narodu polskiego. Agencja poinformowała, że opublikuje wszystkie listy, które nadejdą do redakcji. Listy zostaną ponadto przetłumaczone na polski i angielski, po czym trafią do Polski. Osoby, które pragnęły napisać kondolencje, podzielić się wyrazami poparcia i współczucia dla Polaków, mogły to zrobić za pośrednictwem specjalnego formularza zamieszczonego na stronie agencji.

## 19 maja 2010
19 maja 2010 roku w Moskwie odbyła się konferencja prasowa zorganizowana przez Międzypaństwowy Komitet Lotniczy (MAK) z udziałem gen. lotn. Tatiany Anodijny, Aleksieja Morozowa, szefa Komisji Technicznej powołanej w dniu 13 kwietnia 2010 roku, oraz płk. rez. pil. Edmunda Klicha, akredytowanego przedstawiciela strony polskiej. W trakcie konferencji przedstawiono wstępne ustalenia Komisji Technicznej dotyczące katastrofy.

## 25 maja 2010
25 maja 2010 grupa rosyjskich dysydentów i przedstawicieli opozycji – Aleksandr Bondariew, Władimir Bukowski, Wiktor Fajnberg, Natalja Gorbaniewska i Andriej Iłłarionow – opublikowała list otwarty, w którym wyraziła zaniepokojenie przebiegiem śledztwa w sprawie katastrofy.

## 5 czerwca 2010
Miejsce katastrofy odwiedził prawosławny patriarcha Moskwy i Wszechrusi Cyryl, zwierzchnik Rosyjskiej Cerkwi Prawosławnej, by uczcić pamięć prezydenta Lecha Kaczyńskiego i pozostałych ofiar tragedii; odprawił na miejscu litię (nabożeństwo za zmarłych).

## 4 lipca 2010
Rosyjska telewizja „Kanał 1” wyemitowała film dokumentalny „Katyński syndrom”, poświęcony katastrofie w Smoleńsku. Początkowo film był przygotowywany z myślą o pierwszej rocznicy katastrofy i nie wiadomo, dlaczego został pokazany w dniu wyborów prezydenckich w Polsce.

## 10 października 2010
Do Smoleńska udała się grupa rodzin ofiar (ok. 170 osób) wraz z polską pierwszą damą Anną Komorowską; na miejsce katastrofy przybyła również żona prezydenta Rosji Swietłana Miedwiediewa. Małżonki obu prezydentów wygłosiły okolicznościowe przemówienia i złożyły kwiaty.

## 12 stycznia 2011
W Moskwie odbyła się konferencja prasowa zorganizowana przez Międzypaństwowy Komitet Lotniczy (MAK) z udziałem gen. lotn. Tatiany Anodiny, przewodniczącej MAK, i Aleksieja Morozowa, szefa Komisji Technicznej, którzy zaprezentowali raport końcowy Komisji Technicznej w sprawie katastrofy. Akredytowany przedstawiciel strony polskiej, płk. rez. pil. Edmund Klich, poinformował, że nie zaproszono go na prezentację raportu końcowego. W trakcie konferencji nie zaprezentowano uwag strony polskiej do raportu końcowego, stanowiących integralną część tego raportu; uwagi te zostały opublikowane w języku polskim na stronach internetowych MAK.

## 13 stycznia 2011
W Moskwie odbyła się konferencja prasowa rosyjskiego ministra spraw zagranicznych Siergieja Ławrowa, członka rosyjskiej komisji rządowej do zbadania przyczyn katastrofy. Siergiej Ławrow odmówił komentowania uwag polskich polityków na temat raportu Komisji Technicznej i stwierdził, że spekulacje na temat katastrofy są „nieetyczne, a nawet bluźniercze”. Podkreślił, że Międzypaństwowy Komitet Lotniczy nie jest instytucją rosyjską, lecz niezależną organizacją międzynarodową.

## 15 stycznia 2011
Na stronach internetowych premiera Rosji ukazał się komunikat, że rosyjska komisja rządowa do zbadania przyczyn katastrofy pod przewodnictwem premiera Władimira Putina, powołana w dniu 10 kwietnia 2010 roku przez prezydenta Dmitrija Miedwiediewa, zakończyła prace.

## 17 lutego 2011
W Moskwie odbyła się konferencja prasowa pod tytułem „Rosyjscy specjaliści o katastrofie TU-154M pod Smoleńskiem”, zorganizowana przez rosyjską państwową agencję informacyjną RIA-Nowosti. W konferencji wzięli udział były radziecki pilot wojskowy i prezes fundacji rozwoju infrastruktury transportu powietrznego „Partner rosyjskiego lotnictwa” Oleg Smirnow, naczelnik centrum pilotażowego Państwowego Naukowo-Doświadczalnego Instytutu Lotnictwa Cywilnego Ruben Jesajan (członek Komisji Technicznej powołanej 13 kwietnia 2010 roku przez Tatianę Anodinę dla zbadania przyczyn katastrofy) oraz naczelnik moskiewskiego centrum zautomatyzowanego zarządzania ruchem lotniczym w latach 2005–2006 Władimir Sznajder; zaprezentowali oni swoje poglądy na przebieg i przyczyny katastrofy.

## 18 lutego 2011
W Moskwie odbyła się konferencja prasowa przedstawicieli Komitetu Śledczego Federacji Rosyjskiej, którzy przedstawili stan rosyjskiego śledztwa w sprawie katastrofy.

## 10 kwietnia 2011
Małżonka prezydenta Rosji, Swietłana Miedwiediewa, przybyła do ambasady polskiej w Moskwie, gdzie złożyła kwiaty przed gmachem ambasady oraz przed portretem Lecha i Marii Kaczyńskich i wpisała się do księgi żałobnej.

## 11 kwietnia 2011
Prezydent Rosji, Dmitrij Miedwiediew, oraz prezydent Polski, Bronisław Komorowski, złożyli wieńce na miejscu katastrofy w Smoleńsku.

## 2 sierpnia 2011
W Moskwie, po opublikowaniu raportu końcowego polskiej Komisji Badania Wypadków Lotniczych Lotnictwa Państwowego (KBWLLP), odbyła się konferencja prasowa zorganizowana przez Międzypaństwowy Komitet Lotniczy (MAK), zatytułowana „O raporcie i materiałach opublikowanych przez polskie organy państwowe w związku z katastrofą samolotu Tu-154M o numerze rejestracyjnym 101 RP, do której doszło 10 kwietnia 2010 roku w rejonie lotniska Smoleńsk-Siewiernyj”. W konferencji uczestniczyli dwaj wiceprzewodniczący MAK, Aleksiej Morozow i Oleg Jermołow, oraz piloci Ruben Jesajan i Władimir Sznajder, którzy odnieśli się do treści polskiego raportu końcowego i odpowiadali na pytania dziennikarzy.

## 3 sierpnia 2011
Odnosząc się do raportu końcowego polskiej Komisji Badania Wypadków Lotniczych Lotnictwa Państwowego (KBWLLP), rosyjski minister transportu Igor Lewitin stwierdził, że za śmierć prezydenta Lecha Kaczyńskiego odpowiedzialność ponosi wyłącznie strona polska.

## 18 października 2011
Rosyjska stacja telewizyjna NTV nadała godzinny materiał filmowy poświęcony katastrofie, uznając ją za największą katastrofę w historii lotnictwa europejskiego.